# Кришна Дхарма
Кришна Дхарма (на английски: Krishna Dharma) е британски хиндуист и автор, писател. Той е автор на преразкази на популярен език на класически ведически текстове: „Рамаяна: Инсмъртната приказка за приключенията, любовта и мъдростта“ (1998) и „Махабхарата – най-великата духовна епос на всички времена“ (1999).

## Биография
Кришна Дхарма е роден като Кенет Андерсън през 1955 г. в Лондон. В младите си години той служи като търговски офицер във флота и изучава философия. През 1979 г. се присъединява към монотеистичната Вайшнава традиция на хиндуизма. От началото на 80-те години започва да води семинари и лекции по Ведите и свързани с тях теми. През 1986 г. основава първия храм на ISKCON в Манчестър, Англия и служи като храмов президент до 2001 г. През 1989 г. стартира в Манчестър програма „Харе Кришна храна за живот“, която се превръща в най-голямата безплатна дистрибуция на храна в града.
Женен е за Синтамани Деви Даси и има три деца. Живее със семейството си в Хартфордшър.
През 1999 г. Кришна Дхарма публикува първото издание на своята адаптация на Махабхарата. Кигата е автентична интерпретация на превода на оригиналния санскритски текст от Манматха Нат Дутт и съдържа основния сюжет, както и някои от главните съпътстващи разкази в „Махабхарата“.
„Махабхарата“ разказана от Кришна Дхарма е високо оценена от критиката и читателите в Западна Европа, Северна Америка и Азия. Книгата е преведена на дванайсет езика с над 100 000 тираж, преиздавана е девет пъти на английски език и е финалист за престижната наградa на Independent Book Publishers Associations (IBPA): Benjamin Franklin Award.
През 2017 г. два пъти посещава България във връзка с издаването на неговата версия на „Махабхарата“ на български език.

## Произведения
- Mahabharata: The Greatest Spiritual Epic of All Time (1999)
Махабхарата / разказана от Кришна Дхарма, изд.: „Вита Рама“, София (2017), прев. Петя Манолова
- Mahabharata: The Condensed Version of the World's Greatest Epic (2001)
- Ramayana: India's Immortal Tale of Adventure, Love, and Wisdom (2004)
- Panchatantra: „five Wise Lessons“: a Vivid Retelling of India's Most Famous Collection of Fables (2004)
- Beauty, Power and Grace: The Many Faces Of The Goddess (2004)
- Aery, Vipin & Rasamandala Das (2008)
- Spiritual solutions to material problems: ISKCON and the Modern World (2007)
- Let's all just karma down (1999)
- The new war on ignorance (2001)